# Карповское (Сокольский район)
Карповское — деревня в Сокольском районе Вологодской области.
Входит в состав Двиницкого сельского поселения, с точки зрения административно-территориального деления — в Двиницкий сельсовет.
Расстояние по автодороге до районного центра Сокола — 40 км, до центра муниципального образования Чекшина — 2 км. Ближайшие населённые пункты — Шадрино, Окуловское, Новый, Горка, Чекшино, Мишуткино.
По переписи 2002 года население — 3 человека.